# Западнословацкий диалект

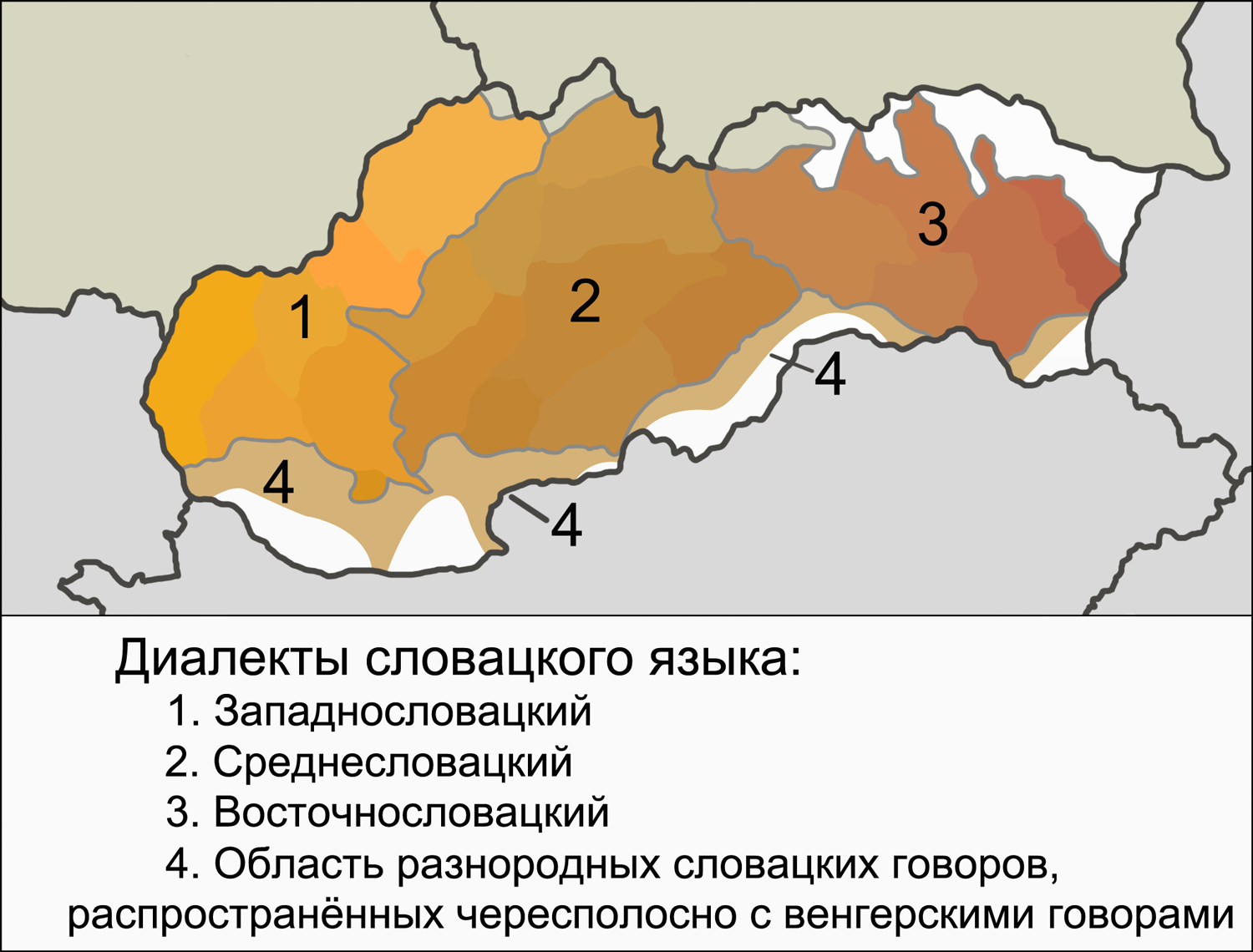
Западнословацкий диалект на карте диалектов словацкого языка

Западнослова́цкий диале́кт (западнословацкая диалектная группа) (словац. západoslovenský dialekt, makroareál západoslovenských nárečí, západoslovenské nárečia, západná slovenčina, západoslovenčina) — диалект словацкого языка, распространённый в западной части словацкого языкового ареала. Является одним из трёх традиционно выделяемых словацких диалектов наряду со среднесловацким и восточнословацким, образующих вместе единый диалектный континуум, который продолжается в ареале чешских восточноморавских говоров. В состав западнословацкого диалекта включают верхнетренчинские, нижнетренчинские, поважские, загорские и другие группы говоров. Ряд диалектных черт объединяет говоры западнословацкого диалекта с соседними с ними говорами восточноморавских (моравско-словацких) диалектов чешского языка.
Западнословацкий диалект характеризуется такими фонетическими и морфологическими признаками, как наличие roT-, loT- на месте праславянских сочетаний *orT-, *olT- не под акутовым ударением; наличие на месте исконного носового ę после губных согласных в кратком слоге гласной /a/, в долгом слоге — /ā/; инициальное ударение; отсутствие в большей части говоров дифтонгов, на месте которых выступают долгие гласные /ā/, /ē/, /ō/ или /ī/, /ū/; распространение окончаний -é, -ové (-ie, -ovie) одушевлённых существительных мужского рода в форме именительного падежа множественного числа и т. д.
Часть диалектных черт западнословацкого диалекта вошла в словацкий литературный язык, кодифицированный католическим священником А. Бернолаком во второй половине XVIII века на основе «западнословацкого культурного интердиалекта», данный литературный язык, получивший название «бернолаковщина», распространился только среди словацкой интеллигенции католического вероисповедания, и был вытеснен с середины XIX века новым вариантом литературного языка на основе «среднесловацкого культурного интердиалекта».

## Классификация

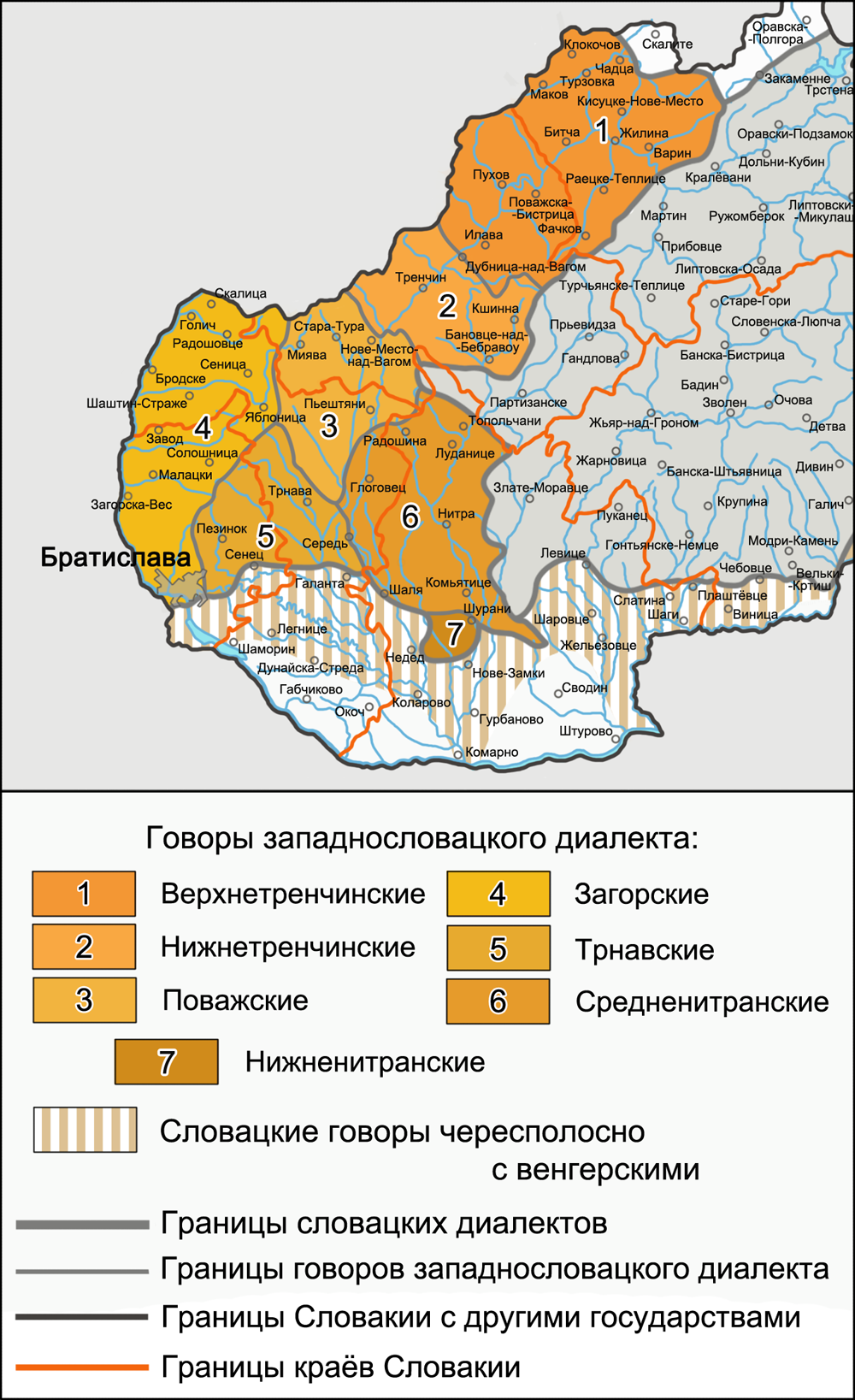
Говоры западнословацкого диалекта

В состав западнословацкой диалектной группы согласно статье «Словацкий язык» в издании «Языки мира: Славянские языки» (2005) включают следующие группы говоров:
- верхнетренчинские говоры (словац. hornotrenčianske nárečie);
- нижнетренчинские говоры (словацк. dolnotrenčianske nárečie);
- кисуцкие говоры (словацк. kysucké nárečie);
- поважские говоры (словацк. považské nárečie);
- нижненитранские говоры (словацк. dolnonitrianske nárečie);
- трнавские говоры (словацк. trnavské nárečie);
- загорские говоры (словацк. záhorské nárečie).

На интернет-сайте Slovake.eu, посвящённом словацкому языку, приводятся следующие западнословацкие говоры:
- верхнетренчинские говоры;
- нижнетренчинские говоры;
- поважские говоры;
- средненитранские говоры (словацк. stredonitrianske nárečie);
- нижненитранские говоры;
- трнавские говоры;
- загорские говоры.

В классификации, опубликованной в издании «Диалектология словацкого языка» (2012), говоры западнословацкого диалекта разделяются на три ареала — северный, юго-западный и юго-восточный:
- северные западнословацкие говоры:
  - верхнетренчинские говоры;
  - нижнетренчинские говоры;
  - поважские говоры;
- юго-западные западнословацкие говоры:
  - трнавские говоры;
  - загорские говоры, включая скалицкие говоры (словацк. skalické nárečie);
- юго-восточные западнословацкие говоры:
  - средненитранские говоры;
  - нижненитранские говоры.

По ряду диалектных особенностей представленные говоры также дифференцируются на два ареала (классификация И. Рипки (I. Ripka), 2001):
- северные западнословацкие говоры (кисуцкие, верхнетренчинские и нижнетренчинские говоры),
- южные западнословацкие говоры (загорские, поважские, трнавские и нижненитранские говоры).

В «Атласе словацкого языка» (Atlas slovenského jazyka) 1968 года под редакцией Й. Штольца (J. Štolc) приводится наиболее подробная классификация западнословацкого диалектного ареала:
- северные западнословацкие говоры:
  - верхнетренчинские говоры:
    - собственно верхнетренчинские говоры;
    - кисуцкие говоры;
    - верхнекисуцкие говоры (словацк. hornokysucké nárečie);

  - нижнетренчинские говоры;
  - поважские говоры:
    - собственно поважские говоры;
    - яворинские говоры (словацк. podjavorinské nárečie);
    - миявские говоры (словацк. myjavské nárečie);
- юго-западные западнословацкие говоры:
  - трнавские говоры:
    - собственно трнавские говоры;
    - модранские говоры (словацк. modranské nárečie);

  - загорские говоры:
    - собственно загорские говоры;
    - скалицкие говоры;
- юго-восточные западнословацкие говоры:
  - средненитранские говоры:
    - собственно средненитранские говоры;
    - топольчанские говоры (словацк. topol’čianske nárečie);
    - глоговские говоры (словацк. hlohovské nárečie);

  - нижненитранские говоры.

Названия верхнетренчинских и нижнетренчинских говоров связаны с названием административно-территориальной единицы Венгерского королевства — Тренчинского комитата, в пределах которого данные говоры сформировались. Поважские говоры названы по реке Ваг, протекающий в области распространения этих говоров. Названия средненитранских и нижненитранских говоров, сформировавшихся в центральных и южных районах Нитранского комитата, могут быть связаны как с названием комитата, так и с названием реки Нитра, протекающей по территории данных говоров. Трнавским говорам название дал город Трнава — наиболее крупный населённый пункт, в окрестностях которого эти говоры распространены. Загорские говоры, сложившиеся в разных частях Прешпорского и Нитранского комитатов, получили своё название по названию географической области, ставшей одной из причин их обособления — Загорье, расположенной за Карпатской дугой, то есть «за горами».

## Ареал и современное состояние
Говоры западнословацкого диалекта распространены в западной Словакии на территории Братиславского края, на большей части территории Трнавского (исключая его крайне южные районы) и Тренчинского (исключая его восточные и юго-восточные районы) краёв, на северо-западе Нитранского края и на северо-западе Жилинского края.
На юго-западе западнословацкие говоры граничат с областью распространения немецкого языка в Австрии, на западе — с южным (словацким) диалектом и копаничарскими говорами восточноморавской (моравско-словацкой) диалектной группы, с северо-запада к западнословацким примыкают говоры северного (валашского) диалекта восточноморавской группы и говоры восточного (остравского) диалекта североморавской (ляшской, силезской) диалектной группы чешского языка. С севера западнословацкие говоры граничат с южными говорами силезского диалекта польского языка (включая яблунковский говор) и с малопольскими живецким и оравским говорами гуралей, с запада — с говорами среднесловацкого диалекта — оравскими, турчанскими, верхненитранскими и тековскими. На юге к ареалу западнословацкого диалекта примыкает область словацких диалектно разнородных говоров и область распространения венгерского языка.
Говоры западнословацкого диалекта используются в повседневном общении жителями сельской местности Западной Словакии. Более того большое число западнословацких диалектных элементов сохраняется в разговорном языке жителей городов (в частности, загорские говоры оказывают некоторое влияние на речь жителей Братиславы, особенно активно в его пригородах — в Раче и Вайнори). Существует даже точка зрения о формировании при взаимодействии литературного языка и диалектов западнословацкого варианта разговорного словацкого языка наряду со среднесловацким и восточнословацким. При этом степень влияния говоров на разговорную речь горожан различается по регионам (разговорная речь может иметь в своей основе как литературный язык, так и какой-либо говор). Разной является и степень сохранности тех или иных западнословацких говоров. В соответствии с этим речь жителей в разных регионах Западной Словакии по-разному приближена или отлична от литературного языка, в том числе и по чертам, относящимся к разным языковым уровням: фонетике, морфологии, синтаксису и лексике.
Западнословацкие диалектные особенности используют ряд современных словацких литераторов для создания местного колорита и характеристики персонажей в их произведениях. Так, например, широко представлены элементы загорских говоров в творчестве Ш. Моравчика (Š. Moravčík), он является также автором перевода на загорский говор пьесы Й. Грегора-Тайовского «Женский закон» (Ženský zákon), которая идёт на сцене Загорского театра в городе Сеница.

## История
Согласно миграционно-интеграционной теории Р. Крайчовича (R. Krajčovič) словацкий язык сформировался в процессе сближения генетически различных диалектов праславянского языка. Изначально говоры, на основе которых возник современный западнословацкий диалект, почти не отличались от говоров, легших в основу восточнословацкого диалекта, но противопоставлялись говорам, которые впоследствии образовали современный среднесловацкий диалект, по целому ряду явлений, относящихся к периоду распада праславянского языка, причём многие особенности предка среднесловацкого диалекта имели параллели прежде всего в южнославянских языках:
- сохранение групп tl, dl или изменение их в ll (исключая причастия на -l) в празападнословацком (krídlo / kríllo, šidlo / šillo) и правосточнословацком (krídlo, šidlo), но упрощение их в прасреднесловацком диалекте в -l (krielo, šilo);
- изменение групп *orT-, *olT- при циркумфлексной интонации в roT-, loT- в празападнословацком (rožeň, loket’ / loket / lokec) и правосточнословацком (rožeň, lokec), в прасреднесловацком диалекте данные группы изменились в raT-, laT- (ražeň, laket’);
- изменение ch в š по второй палатализации в празападнословацком, как и в правосточнословацком (Čex — Češi), в прасреднесловацком диалекте произошло изменение ch в s (Čex — Česi);
- наличие флексии -me в формах глаголов 1-го лица множественного числа настоящего времени в празападнословацком (robíme, voláme) и правосточнословацком (robime, volame)[~ 5] диалектах при наличии флексии -mo в прасреднесловацком диалекте (robímo, volámo);
- распространение формы глагола byt’ в 3-м лице множественного числа — sa (из *sętъ) в празападнословацком и правосточнословацком диалектах при форме su (из *sǫtъ) в прасреднесловацком.

Большинство данных явлений относится к VI—VII векам. Представляется вероятным, что территории расселения предков носителей западнословацких и восточнословацких говоров изначально находились в соседстве. Впоследствии некогда общий западнословацко-восточнословацкий ареал был разделён в результате миграций предков носителей среднесловацкого диалекта из южных областей на север в предгорья Татр.
В VIII—IX веках многие изменения в празападнословацком диалекте протекали одинаково с изменениями в остальных прасловацких диалектах, причём отчасти сходно с западнославянскими языками и диалектами, отчасти — с незападнославянскими. К указанным процессам относятся, например, сохранение сочетаний *kv-, *gv- в начале слова перед *ě; отсутствие l эпентетического после губных согласных p, b, m, v на стыке морфем на месте праславянских сочетаний губного с *j; изменение праславянских сочетаний *tj, *dj в свистящие согласные c, dz; изменение *jь- в начале слова в i-; развитие слоговых сонорных согласных в сочетаниях *TrьT, *TrъT, *TlьT, *TlъT и т. д.
К праславянскому периоду относят также процессы обособления части говоров внутри празападнословацкого диалекта. Так, для говоров, распространённых за Карпатами, на основе которых развились современные загорские говоры, характерен ряд древних особенностей, часть из которых сближает данные говоры с чешским языком. В их числе:
- наличие группы *jь- в начале слова (jehla, jiskra), противопоставляемой гласной i- в других словацких говорах (ihla, iskra);
- сохранение редуцированных после плавного (krev, blecha) — в других словацких говорах — развитие слоговых сонорных согласных (kr̥v, bl̥cha);
- непоследовательное изменение сочетаний dj > ʒ > z — в других словацких говорах — сохранение затвора в аффрикате ʒ;

В X—XI веках для празападнословацкого диалекта, характерны языковые процессы, общие для предков всех словацких диалектов (результаты изменения *g по первой палатализации, а также сочетаний *dj, *gj; краткость на месте старого акута и т. д.), выделившие словацкий среди других западнославянских языков.
В XII—XIII веках отмечается ряд языковых изменений как ведущих к усилению диалектных различий западнословацкого от остальных словацких диалектов (а также к внутренней дифференциации западнословацкого ареала), так и ведущих к сближению западнословацких говоров (всех или их части) с другими словацкими диалектами (или отдельными говорами того или иного диалекта).
В XII—XIII веках происходит дифтонгизация долгих гласных é > i̯e, ó > u̯o. Западнословацкий и восточнословацкий диалекты обособились от среднесловацкого диалекта, в котором дифтонгизация произошла наиболее последовательно. В западнословацком диалекте явление, сходное с дифтонгизацией, охватывало не все говоры и не всегда затрагивала все гласные (а только один из них, например, при переходе é > i̯e, перехода ó > u̯o могло не происходить). При этом образовавшиеся сочетания не всегда можно было рассматривать как дифтонги, поскольку слогообразующий компонент в них мог оставаться долгим. В процессе дальнейшего развития западнословацких говоров произошли следующие изменения:
- в северных говорах — образование согласных звуков на месте неслоговых элементов сочетаний (из é, ó): bi̯élí / bjelí, ku̯óň / kvoň при среднесловацких bi̯eli, ku̯oň;
- в юго-западных и юго-восточных — монофтонгизация сочетаний (из é, ó): bílí, kóň (как и в чешском языке) при среднесловацких bi̯eli, ku̯oň.

В процессе междиалектных контактов в пограничных частях западнословацкого и среднесловацкого ареалов развивались общие черты. Они могли иметь как западнословацкое или среднесловацкое, так и местное происхождение. Распространение общих черт проявлялось как влияние среднесловацкого диалекта на западнословацкие говоры, или наоборот, западнословацкого диалекта на среднесловацкие говоры. К влиянию среднесловацкого диалекта относят, например появление дифтонгов и ритмического закона на востоке Западной Словакии. В особенности сильное влияние проявилось в восточном нижнетренчинском ареале в наличии закона ритмического сокращения, в распространении большого числа лексем, в которых отмечаются рефлексы редуцированных, сходных со среднесловацкими (dášť, xṛbát, max, raš, doska); суффикс -u̯ в причастиях на -l мужского рода; билабиальная u̯ на конце слога и слова. К западнословацкому — развитие, в частности, в турчанскихих и верхненитранских говорах различения парадигм твёрдой и мягкой разновидности прилагательных и других частей речи, склоняющихся по типу прилагательного, мужского и среднего рода (dobrého, cuʒieho). А также развитие в верхненитранском ареале долготы во флексии родительного падежа множественного числа существительных мужского рода (bratu̯ou̯, sinu̯ou̯), образование отрицания при формах глагола-связки biť с помощью глагола частицы ňeňi, распространение форм типа znameňi̯e наряду с формами типа znameňi̯a, наличие на части территории форм существительных среднего рода с функционально мягким согласным в основе типа srdco, poľo. К числу местных диалектных черт, распространившихся на востоке Западной Словакии и на западе Средней Словакии относят развитие сдвоенных согласных.
Как и в других словацких диалектах появление языковых различий в западнословацких говорах наиболее активно происходило в период феодальной раздробленности, поэтому внутренняя дифференциация западнословацкого диалекта во многом связана с относительным обособлением словацкого населения в пределах средневековых комитатов Венгерского королевства. Так, ареал верхнетренчинских и нижнетренчинских говоров совпадает с границами Тренчинского комитата (не считая небольшой области на севере комитата, в которой распространены говоры силезского диалекта). В пределах Нитранского комитата сформировались три группы говоров — поважские, средненитранские и нижненитранские говоры, при этом ареал поважских говоров образует долина реки Ваг, а ареалы средненитранских и нижненитранских говоров — долина реки Нитра. Трнавские говоры сложились в пределах Прешпорского комитата (не считая районы с венгерским и диалектно разнородным словацким населением), однако в западной части комитата сформировались загорские говоры (помимо Прешпорского загорские говоры распространены на территории бывшего Нитранского комитата), на образование которых повлияла сильнее относительная географическая изоляция между Малыми и Белыми Карпатами, чем административные границы.

## Литературный язык Бернолака

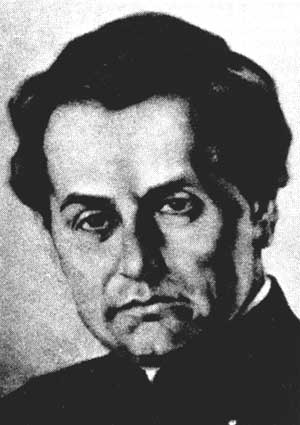
А. Бернолак, создатель первой словацкой литературной нормы

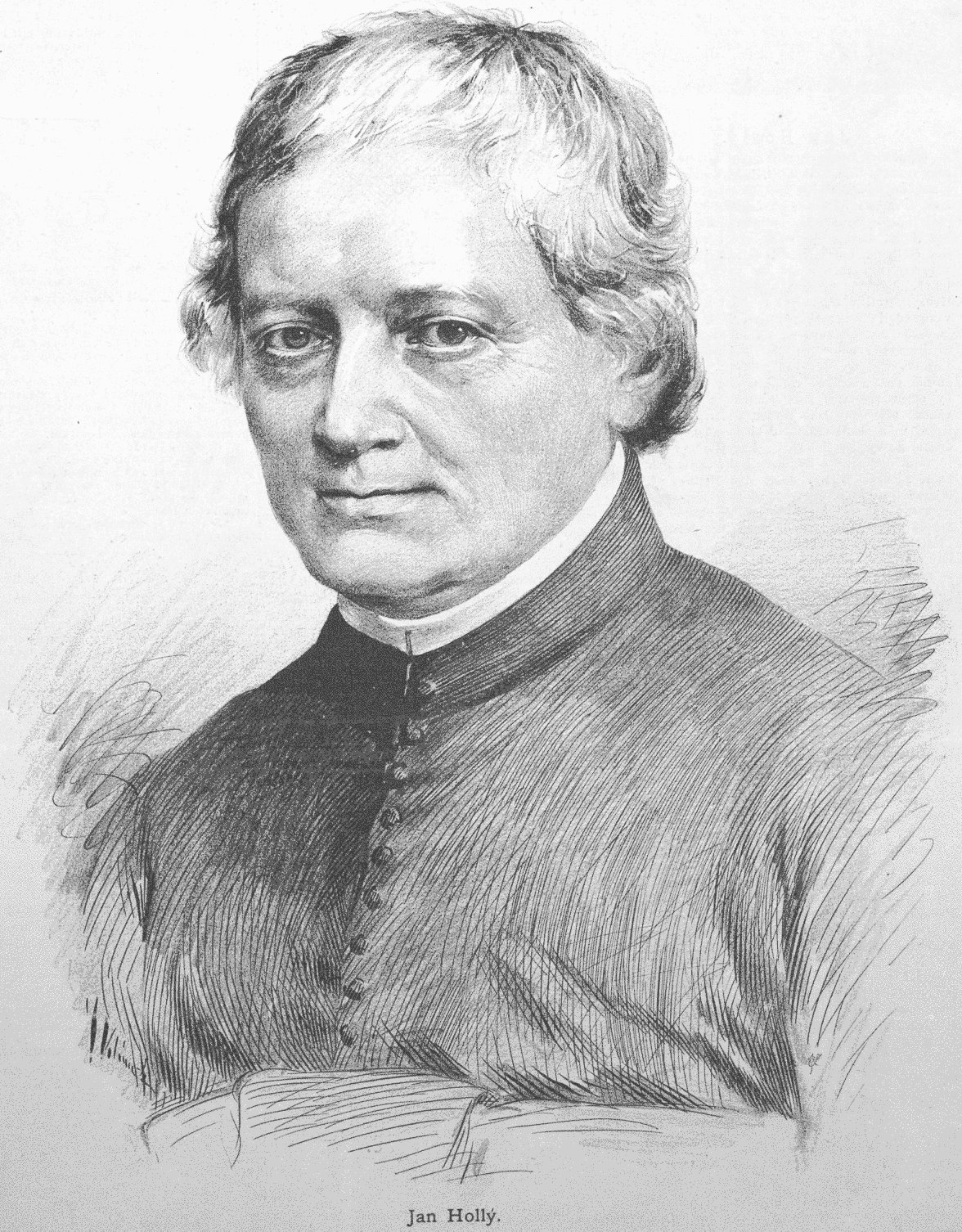
Я. Голлы, писавший на языке А. Бернолака

Первый вариант словацкого литературного стандарта возник на территории Западной Словакии. В конце XIV века среди словацкого населения получил распространение древнечешский язык, с XV века он используется в административно-деловой письменности, в богослужении, в литературном творчестве и в научных публикациях наряду с латынью и фактически становится
письменно-литературным языком словаков. С XVI века на основе чешского языка, взаимодействующего с южными западнословацкими говорами, прежде всего трнавскими, формируется так называемый западнословацкий культурный диалект, или интердиалект, который распространяется в среде образованного населения Западной Словакии, проникая при этом из сферы устного общения в письменность. В процессе развития западнословацкого интердиалекта в XVI—XVIII веках языковые элементы трнавских говоров всё больше вытесняли соответствующие элементы чешского языка таким образом, что уже к середине XVIII века западнословацкие элементы в структуре этого идиома стали преобладать. На основе западнословацкого интердиалекта, который стал выполнять функцию литературного языка словаков, во второй половине XVIII века была создана литературная норма — кодификацию осуществил в 1787 году (с учётом некоторых западнословацких и среднесловацких диалектных черт, а также отдельных элементов чешского литературного языка) католический священник А. Бернолак, она отражена в таких его работах, как «Филологически-критическое рассуждение о славянских письменностях» с приложением «Словацкой орфографии» (Stručná a zároveň ľahká ortografia — Linguae Slavonicae… compendiosa simul et facilis Orthographia), 1787; «Словацкая грамматика» (Slovenská gramatika — Gramatica Slavica), 1791; шеститомный «Словацко-чешско-латинско-немецко-венгерский словарь» (Slowár Slowenskí, Češko-Laťinsko-Ňemecko-Uherskí), 1825—1827 и других. Данная литературная норма распространилась только среди словацкой интеллигенции католического вероисповедания, протестанты продолжали пользоваться чешским литературным языком. На языке А. Бернолака была создана поэзия Я. Голлого и проза Ю. Фандли, а на западнословацком интердиалекте до кодификации был написан первый слловацкий роман — «Приключения и испытания юноши Рене» (René mlád’enca prihodi a skusenost’i, 1783—1785) Й. И. Байзы, а также «Пастушья школа — житница нравов» (Valaská škola mravúv stodola, 1755) Г. Гавловича. Кроме того на языке с западнословацкой основой были изданы многочисленные произведения религиозной литературы.
В XIX веке в качестве общесловацкой литературной нормы была принята кодификация Л. Штура (с опорой на среднесловацкий диалект), а литературная норма А. Бернолака вышла из употребления, тем не менее в новой редакции словацкого литературного языка после реформы 1852 года, принятой ведущими представителями протестантского и католического течений Словакии, некоторые среднесловацкие языковые черты были заменены на западнословацкие.
По мнению некоторых исследователей словацкого языка (Л. Дюрович, К. В. Лифанов), литературный язык у словаков существовал уже в докодификационный период. Его функцию выполнял западнословацкий интердиалект.

## Особенности диалекта
Говоры западнословацкого диалекта характеризуются следующими фонетическими и морфологическими диалектными особенностями:

### Фонетика
1. Наличие в большинстве случаев на месте праславянских сочетаний *orT-, *olT- не под акутовым ударением roT-, loT-: rokita «ракита», rost’em «я расту», vlon’i «в прошлом году» и т. п. Сочетания roT-, loT- также распространены в восточнословацком диалекте, а в среднесловацком отмечаются сочетания raT-, laT-.
2. Вокализация редуцированных ь, ъ в сильной позиции с образованием на их месте /e/: deska «доска», kotel «котёл», oves «овёс», ocet «уксус», statek «скот», ven «вон», «вне» и т. п. Наличие /e/ на месте редуцированных (в некоторых случаях и других гласных) характерно для восточнословацкого диалекта, в среднесловацком на месте редуцированных в сильной позиции представлены разные гласные (/e/, /o/ на месте ь; /e/, /o/, /a/ на месте ъ).
3. Отсутствие дифтонгов, на их месте выступают долгие гласные /ā/, /ē/, /ō/ или /ī/, /ū/ в большей части говоров: robā «они делают», začātek «начало», mlēko/mlīko «молоко», kōň/kūň «конь» и т. п. Для среднесловацкого диалекта характерно наличие дифтонгов наряду с долгими гласными, в говорах восточнословацкого диалекта долгие гласные отсутствуют.
4. Наличие гласной /a/ на месте носового ę после губных согласных в кратком слоге: masso «мясо», hovado «скотина», и /ā/ в долгом слоге: pātek «пятница», svātek «праздник», d’evātī «девятый», pamātka «память», «памятник». В этой же позиции в среднесловацком диалекте, как и в литературном языке, выступает гласная /ä/ (в кратком слоге) и дифтонг /ɪ̯a/ (в долгом слоге); в восточнословацком диалекте — /e/ (в кратком слоге), /ɪ̯a/ (в долгом слоге).
5. Отсутствие закона ритмического сокращения слога (закона слоговой гармонии, согласно которому в слове не могут следовать друг за другом два слога с долгими гласными): bīlī «белый», dāvām «я даю», xvālīm «я хвалю», krāsnā «красивая» и т. п. Данный закон характеризует литературный словацкий язык; более последовательно, чем в литературном закон сокращения слога реализуется в среднесловацком диалекте.
6. Сохранение группы согласных /šč/ в большинстве говоров: ešče «ещё», ščedrī «щедрый», ščasnī «счастливый» и т. п. В среднесловацких говорах на месте /šč/ представлена группа /št’/.
7. Наличие конечного -l в основной форме глагола прошедшего времени мужского рода единственного числа, в среднесловацком диалекте в данной позиции произносится [u̯].
8. Оглушение v в конце слова и перед глухой согласной: ocōf «отцов», d’ifka, dzīfka «девушка» и т. п., как и в восточнословацком диалекте. В среднесловацком в конце слога перед согласной и в конце слова на месте /v/ произносится [u̯].
9. Наличие сдвоенных согласных; в ряде говоров сдвоенные согласные /-ll-/, /-nn-/ представлены на месте сочетаний -dl-, -dn-: kašša «каша», «пюре», vaččī «больший», stojjā «они стоят», slamennī «соломенный»; sallo «сало», šillo «шило», jenna «одна» и т. п. В среднесловацком на месте сочетания -dl- выступает /l/: salo, šilo и т. п.
10. Инициальное ударение (на первом слоге), как и в среднесловацком диалекте. Противопоставляется восточнословацкому ударению на предпоследнем слоге.

### Морфология
1. Распространение окончания -o в именительном падеже единственного числа существительных среднего рода: līco «щека», srcco «сердце», vajco «яйцо» и т. п. В среднесловацком диалекте отмечаются окончания -ɪ̯a, -e, в восточнословацком — окончания -o, -e.
2. Распространение у существительных женского рода в форме творительного падежа единственного числа окончания -ú/-u: s tū dobrū ženū/s tu dobru ženu «с этой доброй женщиной». В говорах среднесловацкого диалекта отмечается окончание -ou̯ (s tou̯ dobrou̯ ženou̯), в говорах восточнословацкого диалекта — окончание -u (zo ženu «с женщиной»).
3. Наличие окончаний -é, -ové или (в говорах с дифтонгами) -ie, -ovie у одушевлённых существительных мужского рода в форме именительного падежа множественного числа: ludē/lud’ē «люди», rodičē/rodičie «родители», sinovē/sinovie «сыновья» и т. п. Для среднесловацких говоров характерны окончания -ɪ̯a, -ovɪ̯a.
4. Формы прилагательных мужского и среднего рода единственного числа в местном падеже с окончанием -ém: o dobrēm d’ecku «о добром ребёнке» в отличие от среднесловацкого окончания -om (o dobrom «о добром»).
5. Наличие глаголов в форме настоящего времени и инфинитива без долготы гласного в окончании: pečem «я пеку», ňesem «я несу», vedet «знать» и т. п. В среднесловацком диалекте в данных формах глаголов отмечается наличие дифтонга: berɪ̯em «я беру», ved’ɪ̯em «я знаю», ved’ɪ̯et’ «знать» и т. п.